# Phenablennius
Phenablennius is een monotypisch geslacht van straalvinnige vissen uit de familie van de naakte slijmvissen (Blenniidae).

## Soort
- Phenablennius heyligeri (Bleeker, 1858-59)